# Angoumois
Angoumois je nekdanja grofija in zgodovinska provinca v zahodni Franciji s središčem v Angoulêmu, ukinjena med francosko revolucijo, ko je njeno ozemlje pretežno pripadlo novoustanovljenemu departmaju Charente, majhen del pa departmaju Deux-Sèvres.
Provinca je bila ustanovljena na ozemlju galskega plemena Agesinatov, ki so imeli svoje glavno mesto v kraju Iculisma (sedanji Angoulême), omenja jo rimski zgodovinar Plinij starejši v svoji Naturalis historia. Prvotno Aquitania secunda, so jo v srednjem veku nasledila ozemlja s središči poleg Angoulêma še v Ruffecu (Ruffécois), Confolensu (Confolentais) in Cognacu (Cognaçais). Grofija Angoumois je nastala leta 866 z združitvijo s sosednjimi ozemlji Périgord in Agenais. 
Svoj vrh je z Viljemom III. in Viljemom IV. doživela v 10. in 11. stoletju. Konec 12. stoletja je postalo njeno ozemlje predmet rivalstva med vladajočimi rodbinami Plantagenetov in Kapetingov. Leta 1308 je bila v času francoskega kralja Filipa IV. vključena v Francosko kraljestvo, od 1360 do 1373, občasno pa vse do leta 1445, je med stoletno vojno pripadala Plantagenetom. 
Februarja 1514 jo je francoski kralj Franc I. povzdignil na nivo vrstniškega vojvodstva, s čimer je postala posest in dediščina francoskih kraljev.
Jean Calvin je leta 1533 bival v Claixu pri Louisu Dutilletu.
Leta 1559so bile zgrajene prve protestantske cerkve.

## Pokrajine
Angoumois je vključeval pokrajine:
- Ruffecois (Ruffec)
- Confolentais (delno) (Confolens)
- Cognaçais (Conjac)
- Horte et Tardoire

## V literaturi
Izraz Angoumois se že dolgo uporablja v vsakdanjem jeziku. Najdemo ga zlasti v romanih Honoréja de Balzaca. Angoumois, od koder sta Lucien de Rubempré in Madame de Bargeton, je ozadje za prvi in tretji del Lost Illusions (1836-1843) in prvi del Splendors and Miseries of Courtesans (1847).